# Batalla de Stone Houses
La batalla de Stone Houses va ser una escaramussa entre els Rangers de Texas i una partida de guerra de kitsais, que va tenir lloc el 10 de novembre de 1837. Aquest enfrontament, que va tenir lloc deu milles al sud de l'actual Windthorst (Texas), rebé el nom de tres pedres situades prop del camp de batalla, que els amerindis van prendre per cases petites.